# Connexxion

Logo de l'entreprise

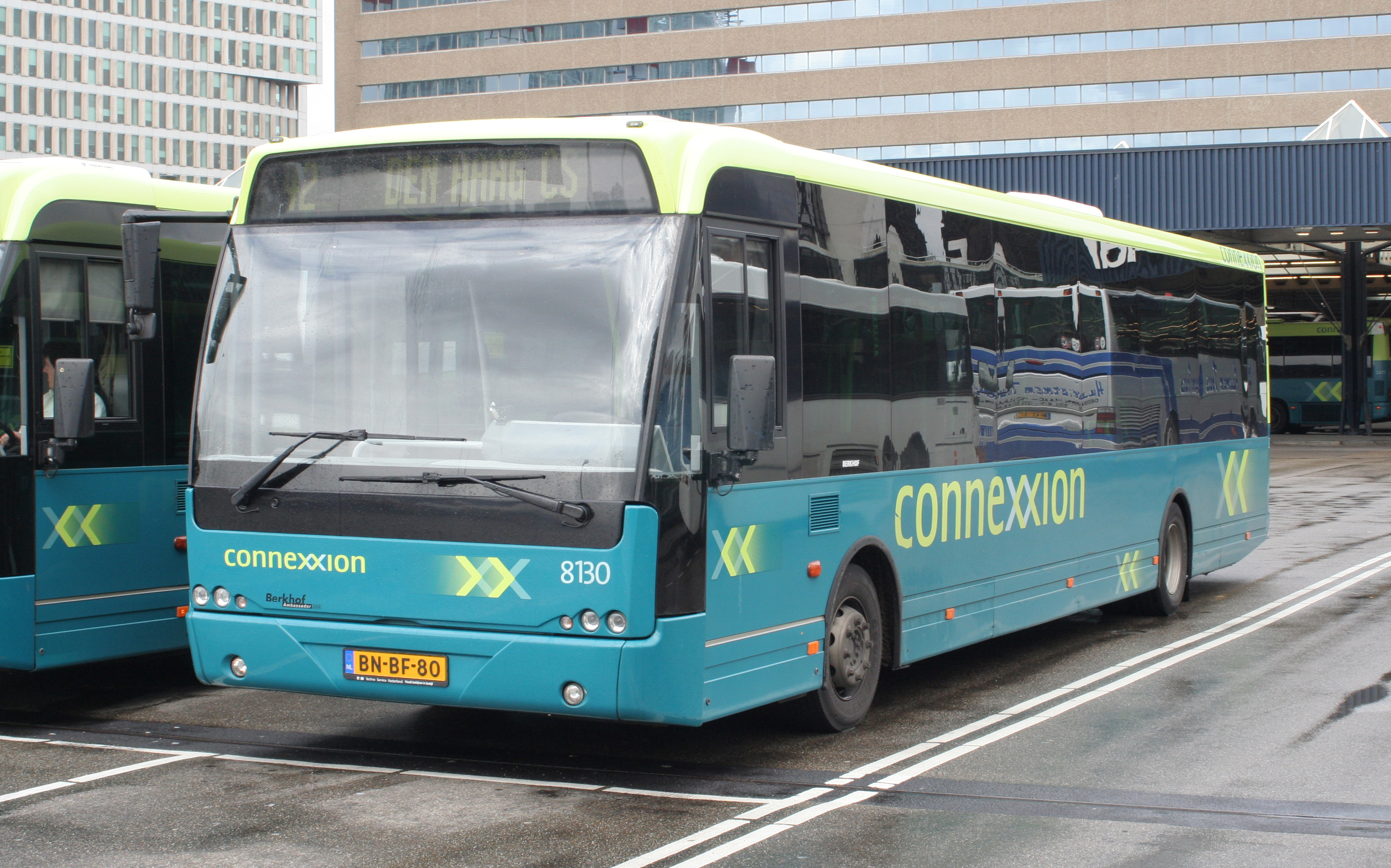
Connexxion bus

Connexxion est une société néerlandaise de transports publics urbains et régionaux. La société était une société d'État jusqu'en 2007 où elle a été rachetée par le groupe français Transdev (désormais allemand), après accord du ministre des Finances des Pays-Bas.

## Histoire
La société est née en 1999 de la fusion des entreprises de transport Verenigd Streekvervoer Nederland (ou VSN Groep), Midnet, Oostnet, Zuid-West-Nederland (ZWN-Groep) et de Noord-Zuid-Hollandsche Stoomtramweg-Maatschappij (plus connue sous le nom de NZH)

## Principaux réseaux

### Bus
La compagnie assure les transports publics dans de nombreuses villes à l'est, au centre et à l'ouest des Pays-Bas.

### Métro et tram
Connexxion gère la ligne Utrechtse sneltram, la ligne de métro léger d'Utrecht.

### Ferry
Connexxion assure la liaison rapide Amsterdam - Velsen (IJmuiden) par ferries Fast Flying Ferries. Cette liaison a été concédée en 2006 à Veolia Transport, mais l'entreprise Connexxion a gagné le droit d'exploiter cette liaison en appel.

### Chemins de fer
Connexxion exploite la ligne Amersfoort - Ede-Wageningen avec du matériel roulant appartenant à la Nederlandse Spoorwegen.